# Küreci, Hassa
Küreci là một thị trấn thuộc huyện Hassa, tỉnh Hatay, Thổ Nhĩ Kỳ. Dân số thời điểm năm 2011 là 2.79 người.